# Aphis breviseta
Aphis breviseta är en insektsart. Aphis breviseta ingår i släktet Aphis och familjen långrörsbladlöss. Inga underarter finns listade i Catalogue of Life.